# Halicometes thyris
Halicometes thyris är en svampdjursart som först beskrevs av de Laubenfels 1934.  Halicometes thyris ingår i släktet Halicometes och familjen Tethyidae. Inga underarter finns listade i Catalogue of Life.